# 御夫座
御夫座位于天球赤道以北，属公元二世纪天文学家克劳狄乌斯·托勒密所划48个星座和國際天文聯會承认的88个现代星座，拉丁语原名意为“战车御者”，即驾驶战车的人。星座有许多神话传说，如埃里克托尼奥斯、密耳提罗斯。御夫座在北半球冬季夜空最明显，与另外五个星座的恒星组成冬季六邊形星群。星座位于北赤纬，南半球只有-34°及北侧完整可见，更南面只能看到部分乃至完全看不到。御夫座占据657平方度夜空，在现代星座名列前茅，相当于最大星座长蛇座的一半。
五車二属罕见的多恒星系，是御夫座最亮星体，亮度在夜空所有星体排第六。五车三是颇具特色的變星，附近的食雙星柱一周期极长，是人类深入研究目标。御夫座冬季靠近银河，边缘有M36、M37、M38等众多明亮疏散星团，倍受业余天文学家关注。星座的火焰之星星雲颇具盛名，与变星御夫座AE关联。
中国古代天文学把御夫座星体划入五车、柱等星官，其中五车指五帝的战车。御夫座还是众多流星雨的輻射點所在地，如御夫座流星雨、柱二流星雨、御夫座δ流星雨，另外还有估计存在但尚无观测纪录的五车一流星雨。

## 历史与神话
美索不达米亚人划分的星座“GAM”第一个纳入御夫座恒星，代表短弯刀或曲柄杖，但包含的星体尚无定论，可能是御夫座所有恒星，也可能仅指五车二。古巴比伦人的规范星表《纲要》标有星座“Gamlum”或“MUL.GAM”，包含今御夫座大部分恒星，所有明亮星体仅传统上同时纳入金牛座和御夫座的五車五不含在内，曲柄杖图案代表羊群或牧羊人。后世贝都因天文学家以各种动物代表星座，每头动物代表一颗星。御夫座星体由羊群组成，与古希腊神话异曲同工。希腊天文学描绘的御夫座恒星也与山羊关系密切，后来演变成战车御者和牧羊人。
希腊神话经常以御夫座代表神话英雄埃里克托尼奥斯，是雅典娜养大的赫淮斯托斯之子。埃里克托尼奥斯是公认的四馬雙輪戰車发明人，用战车打败篡位的安菲克堤翁后主政雅典。埃里克托尼奥斯按照太阳战车创造四马双轮战车，宙斯非常满意并决定让他留在天国。埃里克托尼奥斯随后以自身向雅典娜献祭，宙斯很快把他升上夜空，纪念他的聪明才智和英雄事迹。

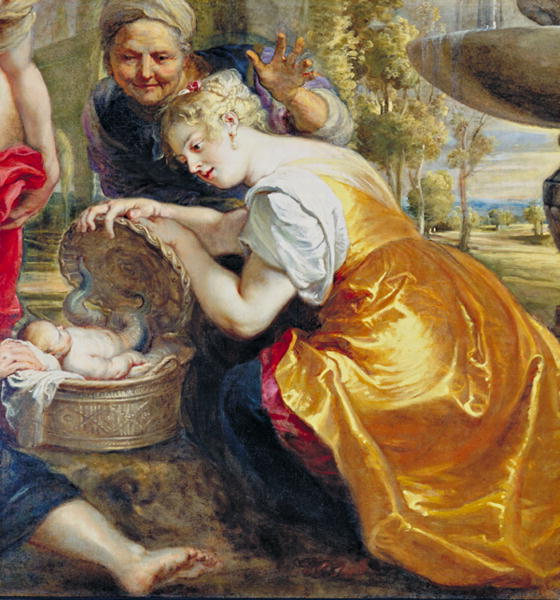
彼得·保罗·鲁本斯画作《找到埃里克托尼奥斯》；御夫座与埃里克托尼奥斯的神话关系紧密

神话还称御夫座代表赫耳墨斯之子、俄諾瑪俄斯的战车御者密耳提罗斯。御夫座的星座图案极少绘出战车，似乎也说明星座代表御者而非御者与战车。珀罗普斯为追求俄诺玛俄斯之女希波达米亚参与赛车，在密耳提罗斯帮助下获胜后反将帮手杀害，赫耳墨斯后将儿子送到天国。另有说法称忒修斯之子威耳比俄斯拒绝继母淮德拉求爱，淮德拉随后自尽，威耳比俄斯被逐出雅典并死于战车失事，后由阿斯克勒庇俄斯复活。不论御夫座到底代表何人，上述神话都表明御夫座很可能用于反映战车在古希腊社会的显著地位。
希腊神话还以御夫座代表美狄亞弟弟的四肢。伊阿宋与阿爾戈英雄返程期间，美狄亚为阻挡追兵杀害并肢解亲弟弟，把四肢抛进代表银河的大海，各肢体均有恒星对应。
五車二在神话里代表用乳汁喂养婴儿时期宙斯的母山羊阿玛尔忒娅，与柱一、柱二、柱三组成星群，柱二与柱三代表小羊羔。也有说法称五车二代表阿玛尔忒娅之主宁芙，神话称阿玛尔忒娅外表丑陋，与戈耳工类似。宙斯将其剥皮充当埃癸斯，进而打败提坦。星群包含的三头山羊原属其他星座，但二世纪天文学家克劳狄乌斯·托勒密的《天文學大成》把战车御者与山羊合并。此前老普林尼与马库斯·曼尼里乌斯把五车二划入其他星座，如“Capra”（“卡普拉”，有“山羊”之意）、“Caper”（“卡普尔”）、“Hircus”（“赫克斯”，与“Capra”一起组成家山羊的拉丁语学名），每种名称都与“山羊星”的称号有关。古希腊天文学家克雷斯特拉杜斯第一个把柱二和柱三称作“小羊羔”。

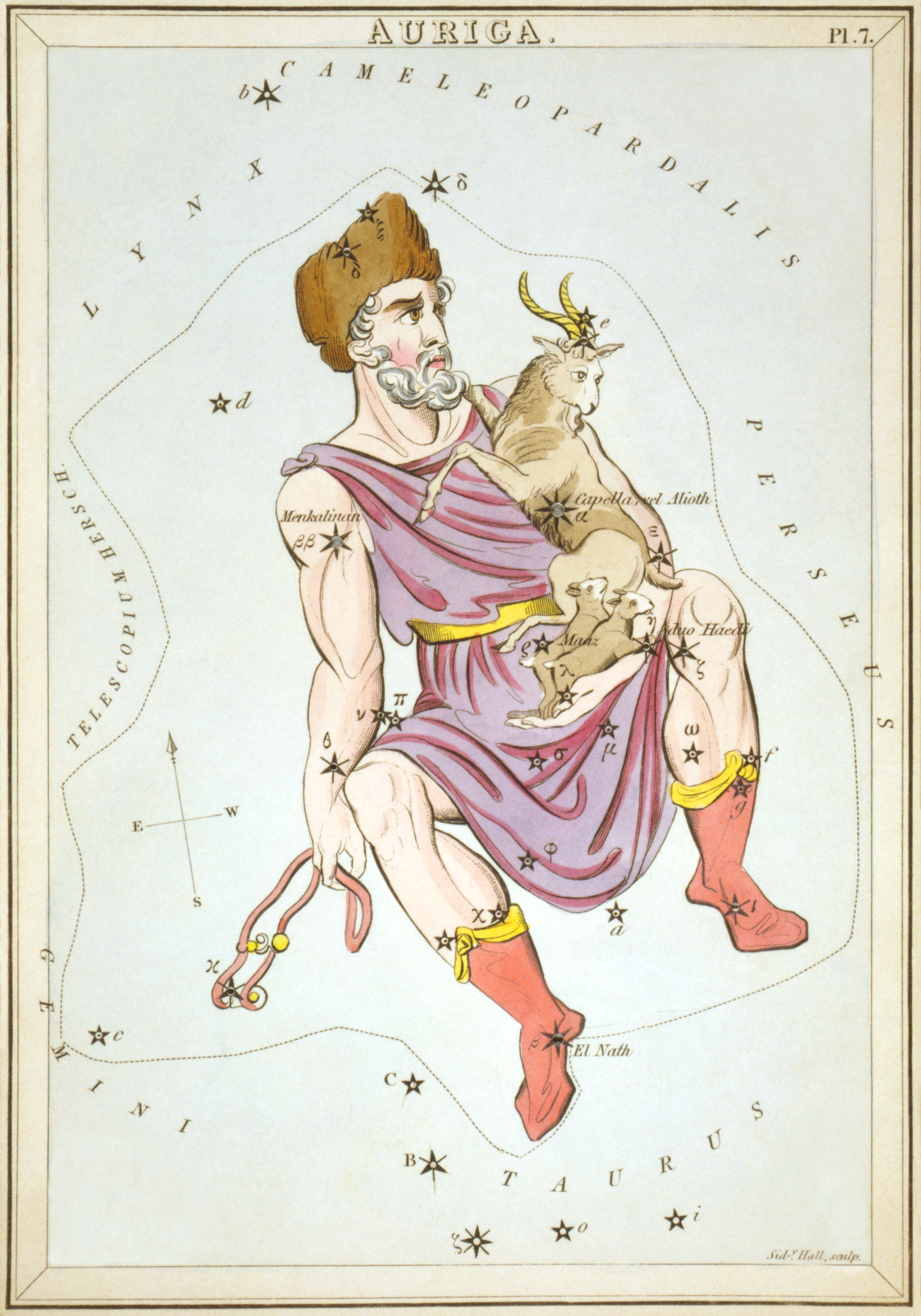
伦敦1825年左右发行的星图卡片《乌拉尼亚之镜》，显示御夫带着山羊和羊羔

御夫座的传统图案是战车与车夫，车夫左肩扛着山羊，左臂下还有两头羊羔，右手抓着战车缰绳。不过，御夫座的图案几经变幻，山羊和羊羔的位置基本不变，但右手的缰绳有时绘成鞭子。1488年星图《许癸努斯》的御夫座图案变成车夫手持缰绳驾驶四轮车，拉车的动物是两头公牛，马和斑马各一匹。雅各布·米丘卢斯1535年的同名星图绘有车夫驾驶双轮车，由双马双牛拉动。阿拉伯人和土耳其人笔下的御夫座与欧洲文艺复兴时期大相径庭，土耳其星图用骡代表御夫座恒星，約翰·拜耳称为“Mulus clitellatus”。17世纪法国人还曾以亞當跪在银河边、肩头扛着山羊代表御夫座。
御夫座有时绘成凡人柏勒洛丰，勇敢地骑上珀伽索斯奔向奥林匹斯山。朱庇特出于同情把柏勒洛丰放入群星。
牛津研究发现15世纪御夫座星群可能称为（意为“煽动者”、“鼓动者”），直到1623年的杰拉德·德马林斯多主题著作还有如此表述。御夫座部分星体曾划入现已废弃的反射望远镜座，是马克西米利安·赫尔为纪念威廉·赫歇爾发现天王星划分的星座。反射望远镜座原本由两部分组成，分别是位于双子座、天猫座、御夫座的大望远镜，以及位于獵戶座和金牛座的小望远镜。约翰·波得1801年把两者合并，星座大部分在御夫座。
托勒密划分的御夫座赢得普遍认可，并获國際天文聯會正式承认，与其他现代星座一样指夜空固定区域，包括古代图案所在方位和周边星体。1922年，国际天文联会确定以三字母缩写代表御夫座。比利时天文学家尤金·德爾波特1930年正式划分星座边界，御夫座是20条边组成的多边形（见文首信息框），在赤道坐標系統的赤经位于4h 37.5m至7h 30.5m，赤纬在27.9°至56.2°。

### 非西方天文学
中国古代天文学把御夫座星体划入多个星官。五车指五帝的战车，象征粮食丰收，由五車一、五车二、五车三、五车四、五车五组成。柱指拴马的三条柱子，每条均由三颗恒星组成，一为柱一、柱二、柱三；二为柱四、柱五、柱六；三为柱七、柱八，第三颗星暂时不明。咸池是中国神话里太阳每天下山后沐浴的池塘；天潢代表桥梁或码头。座旗代表皇帝和官员的坐椅，包含御夫座东侧八颗星体和天猫座的座旗二。八穀指各种农作物，大部分恒星属鹿豹座，御夫座占三颗，其中八穀一和八穀二都在星座北侧。
五车二在古代印度天文学宗教地位显著，代表梵天之心。古秘鲁人称该星“科尔卡”，与牧羊人关系密切。
巴西博罗罗人把御夫座星体划入代表凯门鳄的巨型星座，御夫座南侧和金牛座东侧恒星代表鳄鱼尾，躯干在獵戶座，头部在天兔座。凯门鳄在亚马逊人日常生活中地位突出，故有上述星座划分。有证据表明阿茲特克文明非常重视五车二，中部美洲阿尔班山遗址有该星偕日升标志。加利福尼亚州与内华达州原住民认为御夫座比较明亮的恒星组成新月形，岩画刻有形状图案。北部湾波尼族土著把现代御夫座比较明亮的五车二、五车三、五车四、五车一划为星座。
馬紹爾群島居民把御夫座恒星与天空如何建成的神话故事联系起来。五车二代表住在阿利纳布拉布岛的众星之母利格达纳，天蝎座心宿二代表长子杜穆尔，昴宿星團代表幺子。。她告知群星，率先赶到东面岛屿者为王，要求杜穆尔用独木舟载她过去。杜穆尔与其他大部分恒星拒绝搭载利格达纳，只有昴宿星愿意，最后他在母亲的协助下率先赶到当上众星之王。加罗林群岛其他地区居民把五车二称为“Jefegen uun”，又称“efang alul”、“evang-el-ul”、“iefangel uul”，意为“追随者以北”。御夫座和五车二在东太平洋各地文明还有不同名称。普卡普卡岛把今御夫座所在夜空称为“图塔凯奥洛之家”；社會群島称“大谷地”，另将五车二称为“独尊”。“Hoku-lei”意为“星环”，可能是御夫座星群之名，也可能单指五车二，代表昴宿星团的夫人马卡利。
因纽特人把御夫座星体划入星座“库图鲁克”，意为锁骨，由五车二、五车三、北河三、北河二组成。库图鲁克一旦升起，就代表河鼓二、河鼓三，有时还包括河鼓一的星座“阿古尤克”即将升起。阿古尤克代表冬至后的黎明，是因纽特神话里极其重要的星座，还用于夜间导航和计时。

## 显著特点

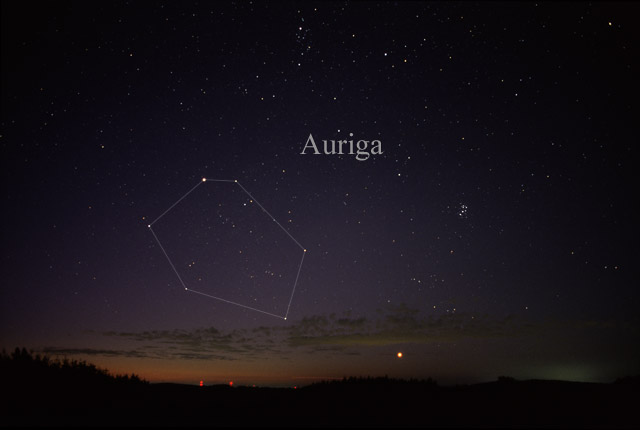
御夫座可以肉眼识别

### 恒星

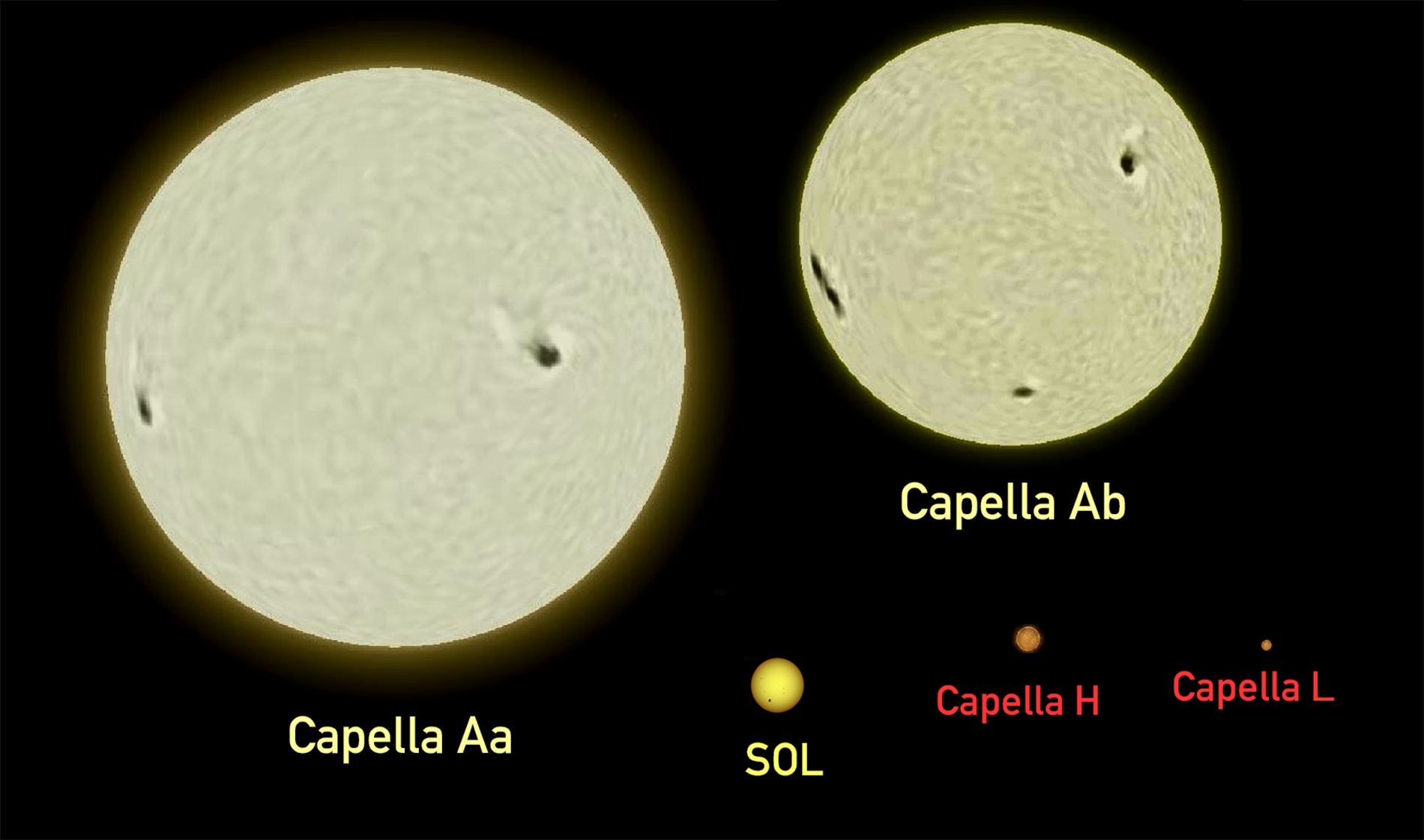
五车二所含四颗恒星（Capella开头的四颗星）与太阳（SOL）尺寸对比

#### 亮星
御夫座最亮的五车二离地43光年，是光谱等级G8III的G型巨星，0.08视星等亮度在夜空所有恒星排第六。拉丁语传统星名意为母山羊，指阿玛尔忒娅，故该星又称“山羊星”。其他许多语种的星名同样源自希腊神话，如阿拉伯语名“al-'Ayyuq”意为山羊，苏美尔语名“mul.ÁŠ.KAR”意为“山羊星”。翁通爪哇环礁称该星“恩加哈拉波鲁”。五车二是104天周期的光谱联星，由两颗黄巨星组成，其中主星是G型星，从星正从G型星向F型星演变。从星的正式分类也是G型巨星，光谱等级G0III。主星有11.87倍太阳半径、2.47倍太阳质量；从星8.75倍太阳半径，2.44倍太阳质量。两者相隔1.1亿公里，相当于地球到太阳距离的近四分之三。1899年利克天文台率先发现五车二是联星，1919年约翰·奥古斯特·安德森利用威尔逊山天文台的2.54米直径望远镜确定周期。联星呈金黄色，但托勒密与乔瓦尼·巴蒂斯塔·里乔利都称红色，这不是因为颜色有变，而是五车二的色敏度特征。五车二拥有160倍太陽光度，絕對星等0.3，其中主星90倍太阳光度，从星70倍。星体与金牛座疏散星团畢宿星團的自行类似，可能存在关联。五车二H是距五车二主从两星约1.1万天文單位（相当于0.17光年）的两颗紅矮星。
五车三是光谱等级A2IV的明亮A型次巨星，拉丁语星名、源自阿拉伯语“mankib dhu al-'inan”，意为“战车御者的肩膀”，表明该星所在位置。1.9视星等的五车三距太阳系81光年，与柱一一样属食雙星，亮度变化范围0.1视星等，周期3.96天，包含的两颗星体均呈蓝白色。1890年安東妮亞·莫里率先靠光谱学设备确定五车三属联星，是人类发现的第二颗光谱联星，20年后乔尔·斯特宾斯用光度测定法确定该星还是变星。五车三绝对星等0.6，光度是太阳50倍。星体以每秒18公里速度逼近地球，可能和包含西上相、候等约70颗恒星的星群有关，星群的自行又与大熊座移動星群相当，不过还没有证据表明两者关联。五车三还与另外两颗恒星有关，一是相隔184弧秒的10.5视星等光学伴星，威廉·赫歇爾1783年发现；二是愛德華·愛默生·巴納德1901年发现的14等星，与五车三相隔12.6弧秒，距主星约350天文单位，从共有自行来看两者很可能通过引力关联。

#### 其他亮星
除特别明亮的五车二和五车三外，御夫座还有众多肉眼可见的明亮星体。
御夫座γ今称五车五，已划入金牛座，是光谱等级B7III的B型巨星。如果还在御夫座，该星1.65视星等亮度能排第三。
五车一是光谱等级K3II的K型亮巨星，亮度2.69视星等，离地约494光年。该星估计已有3000到4500万年历史，正从B型星朝K型星演化，绝对星等−2.3，光度达太阳七百倍。作为特别明亮的亮巨星，五车一的光亮一定程度上受星系内部尘埃云阻挡，天文学家估计如果没有阻挡，该星亮度还要提升0.6视星等。五车一是混合恒星，星冕发射X射线，星风温度偏低。星体自行每年仅0.02弧秒，径向速度每秒16.9公里并持续衰减。五车二拉丁语名“Kabdhilinan”简称“Alkab”，源自阿拉伯语“al-kab dh'il inan”，意为“持缰人的肩膀”。五车二可能演变成超新星，但因质量接近此类星体下限也可能变成白矮星。
御夫座最北侧的八穀一光谱等级K0III，是距太阳系126光年的K型巨星，估计已有13亿年历史。该星亮度3.72视星等，绝对星等0.2，拥有60倍太阳光度，12倍太阳半径和两倍太阳质量，自转周期接近一年。部分文献误传八穀一是单颗恒星，实际上是间隔很大的光学三联星，其中两颗十一等星相隔两弧分，第三颗是三弧分外的十等星。
咸池三拉丁语名“Al Hurr”，是光谱等级G1.5IV的V型星，即介于次巨星和主序星之间的G型星，亮度4.71视星等，绝对星等4.4，离地41光年。咸池三与柱一类似，会放射非常微弱的红外光谱。柱一是非常特殊的变星，光度测定该星时通常将咸池三视为伴星。柱一已有62亿年历史，氢聚变阶段即将结束。该星徑向速度高达每秒83公里，除历史更长外许多方面与太阳接近，拥有1.07倍太阳质量、1.3倍太阳半径，自转周期26天。柱一的金屬量与太阳不同，铁含量是太阳1.15倍，氮和碳含量偏少。柱一与八穀一一样常有单颗恒星的误传，实际上有多颗光学伴星，最亮的两颗均为十等星，分别相隔175和203弧秒；另外两颗分别是十三和十四等星，分别距柱一87和310弧秒。
柱五是光谱等级G9.5III、亮3.97视星等、距太阳系230光年的G型巨星。该星绝对星等0.2，拥有60倍太阳光度、20至21倍太阳半径、约三倍太阳质量。柱五从技术角度可能属联星，相隔56弧分的伴星光谱等级K6，亮度11.4视星等，可能是光学伴星。伴星轨道距主星至少3700天文单位，周期超12万年。
| 名称       | 光谱等级 | 视星等 | 绝对星等 | 距地球（光年） |
| ---------- | -------- | ------ | -------- | -------------- |
| 井宿增一   | G8.5IIIb | 4.25   | 0.3      | 177            |
| 五车增十六 | M3II     | 4.26   | −2.4     | 758            |
| 柱六       | G8III    | 4.52   | 0.3      | 206            |
| 柱四       | M0III    | 4.74   | −0.5     | 526            |
| 柱七       | B4Ib     | 4.76   | −6.3     | 3032           |
| 五车增八   | K3III    | 4.78   | −0.2     | 604            |
| 天潢五     | A4m      | 4.86   | 1.8      | 153            |
| 天潢四     | K4III    | 4.89   | −0.3     | 466            |
| 五车增六   | A1V      | 4.94   | 0.6      | 171            |
| 八穀二     | A2V      | 4.99   | 0.8      | 233            |
| 八穀六     | F0V      | 5.00   | 2.6      | 86             |

#### 食双星

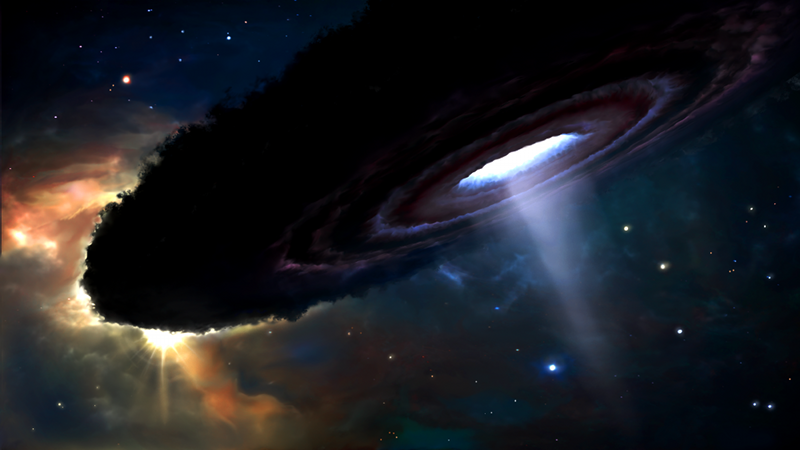
画家笔下的柱一变星系想象图

柱一是御夫座最知名的变星，属F0级食双星，周期长达27年，1982至1984年和2009至2011年亮度到达最低点。双星与太阳系的距离尚无定论，主要有4600和2170光年两种说法。柱一的主星是白超巨星，从星可能是包含大型尘埃星周盘的联星。星体最亮达到3.0视星等，但最暗的3.8视星等持续近一年，最近一次相食从2009年开始。主星绝对星等−8.5，光度高达太阳20万倍，所以相距数千光年仍然很亮。柱一是人类已知周期最长的食双星，1821年首度发现但1847至1848年开始相食才确定，此后科学家提出各种理论推导其中包含的星体。柱一还有不涉及相食过程的14等伴星，与主星相隔28.6弧秒，实际距离约0.5光年，1891年舍本·卫斯里·伯纳姆率先在迪尔伯恩天文台发现。
离地776光年的柱二也是食双星，周期两年八个月，绝对星等−2.3，与柱三均是御者左臂下的羊羔。光谱等级K5II的主星显橙色，属K型亮巨星，拥有150倍太阳直径和700倍太阳光度；类似軒轅十四的从星呈蓝色，是光谱等级B7V的B型主序星，直径为太阳四倍，光度140倍，轨道周期972天。柱二最亮时3.7视星等，最暗4.0视星等，每次相食周期里主星共有32天完全挡住从星。1897年安东尼娅·莫里用光谱法确定柱二是双星，1908年威廉·华莱士·坎贝尔确认。主从两星相隔约八亿公里互相围绕旋转，并以每秒约13公里速度远离地球。距太阳系243光年的柱三属B3型星，亮3.17视星等，光谱等级B3V，即蓝白主序星。该星正以每秒7.2公里速度远离太阳系，绝对星等−1.7并有450倍太阳光度。
托马斯·大卫·安德森1892年1月23日发现五等新星御夫座T，随后检视照片底片时发现早在1891年12月10日肉眼便能看到该星。12月11至20日御夫座T增亮2.5倍，达到最高值4.4视星等。1892年1至2月该星缓慢变暗，3到4月变暗速度加快，四月下旬仅为15等星。同年八月星体亮度回升，达到9.5视星等后一直保持到1895年。此后两年该星变暗至11.5视星等，1903年接近十四等星标准，1925年已降至15.5视星等并保持至今。安德森发现该星时，光谱显示星体物质朝地球高速移动，但1892年8月再度检视光谱又表明该星是行星状星云。巴納德在利克天文台发现御夫座T呈圆盘状，直径三弧秒并有清晰的星云。1943年的观测表明星体直径增至12弧秒。御夫座T属类似武仙座DQ的慢新星，与天箭座WZ、英仙座GK、天鹰座V603一样是周期极短、主从星非常接近的联星。御夫座T周期4.905小时，另有40分钟偏食周期。

#### 其他变星
御夫座还有其他多种变星。光谱等级K5Iab的橙超巨星座旗增一没有固定周期，亮度在4.8至5.7视星等范围变化，平均值4.91视星等，绝对星等−5.7，离地3976光年。井宿增二是亮度以3.7天周期在5.0至5.8视星等闪烁的造父变星，也是距太阳系约1600光年的黄白超巨星。英格兰业余天文学家阿斯特伯里1905年发现该星属变星，光谱等级F81bv表明属F型超巨星。光谱等级G0Iabv的御夫座RX也是造父变星，亮度以11.62天周期在8.0至7.3视星等范围变化。御夫座RW光谱等级G5V:e，是同名变星分类的原型，1906年莉迪亚·塞拉斯基在莫斯科天文台确定该星属变星。光谱分析表明御夫座RW的恆星大氣層很不稳定，钙与氢譜線非常明显。1907年埃米尔·西伯纳格尔发现的爆发矮星御夫座SS属天鹅座SS型变星，变化周期50至上百天不等，并且绝大部分时间亮度停留在15等星最低点，平均每55天会突然增亮60倍，增亮过程约24小时。联星内部两颗星体都是很小的次矮星，相距很近，以4小时20分轨道周期相互环绕旋转。科学家对御夫座SS的亮度爆发源自哪颗星尚有争议。御夫座UU是离地两千光年的红巨变星，以234天周期在五至七等星范围变动。

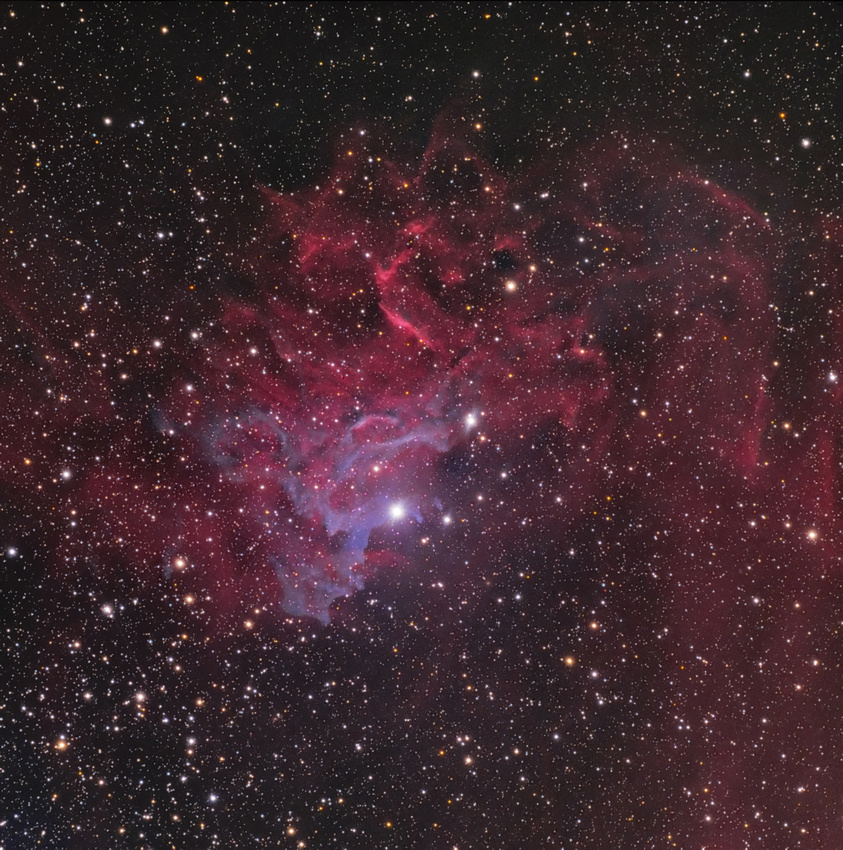
火焰之星星雲与附近的IC 410，以及照亮星云的御夫座AE

蓝主序不规则变星御夫座AE通常为六等星，照亮宽九光年的火焰之星星雲。该星与星云的径向速度分别是每秒58公里和21公里，如此大的差异表明御夫座AE进入星云时间不长。估计御夫座AE约270万年前脱离形成不久的猎户座大星云，与白羊座53和天鸽座μ类似。光谱等级O9.5Ve表明该星是O型主序星。火焰之星星云在天球的位置靠近IC 410，后者的长曝光天体照片呈现大量丝状物，看起来仿佛御夫座AE身陷火焰。
御夫座有四组蒭藁變星：御夫座R、御夫座UV、御夫座U、御夫座X，均属红矮星。光谱等级M7III的御夫座R亮度以457.5天周期在13.9至6.7视星等范围闪烁；御夫座UV属碳星（C6型星），以394.4天周期在10.6至7.4视星等变化；御夫座U是M9型主序星，以408.1天周期在13.5至7.5视星等变动；御夫座X属K2型，以163.8天周期在13.6至8.0视星等闪耀。

#### 联星与双星
除上述食双星和变星外，御夫座还有许多不那么有名的联星或变星。光谱等级A0p的五车四是蓝白联星，光度是太阳75倍，绝对星等0.1，距太阳系165光年。其中包含7.1视星等的黄色从星，需100毫米口径望远镜分辨。主从两星相隔3.6弧秒，位于御夫座五边形的东侧顶点。五车四正以每秒28.2公里速度远离地球，1852年奧托·威廉·馮·斯特魯維发现另一颗光学伴星，1978年与主星相隔52弧秒，此后因五车四的自行每年增大一弧秒。2007年，9.2视星等的第二颗光学伴星与主星相隔2.2弧分（130.7弧秒），两星呈350度角。离地159光年的五车增六是双星，主从两星分别为5.0和8.1视星等。天潢三是白色光学联星，5.0视星等的主星距太阳系270光年，7.9视星等的从星离地82光年。5.9视星等的HD 30453是光学联星，光谱等级A8m或F0m，变化周期七天。

#### 有行星系的恒星
御夫座许多恒星确知存在行星系，还有可能存在行星系的白矮星。2002年科学家利用径向速度法发现HD 40979的行星HD 40979 b，HD 40979离地33.3秒差距，光谱等级F8V，亮6.74视星等，已超出6.5视星等的肉眼观测极限。该星拥有1.1倍太阳质量和1.21倍太阳半径，行星有3.83倍木星質量，轨道半长轴0.83天文单位，公转周期263.1天。2004年科学家用径向速度法发现HD 45350拥有1.79倍木星质量的行星HD 45350 b，与恒星相距1.72天文单位，公转周期890.76天。7.88视星等的HD 45350距太阳系49秒差距，光谱等级G5IV，质量与半径分别是太阳1.02和1.27倍。2007年同样靠径向速度法发现的行星HD 43691 b远比上述行星大，质量是木星2.49倍，距恒星HD 43691也近得多，仅0.24天文单位，公转周期36.96天。8.03视星等的HD 43691半径与太阳不相上下，但密度更高，拥有1.38倍太阳质量，光谱等级G0IV，离地93.2秒差距。
光谱等级G5V的HD 49674距太阳系40.7秒差距，亮8.1视星等，质量和半径分别是太阳1.07与0.94倍。2002年科学家靠径向速度法发现该星也有距离很近的行星HD 49674 b，公转周期4.94天，相距0.058天文单位，质量只有木星11.5%。2008年科学家利用凌日時間變分法在HAT-P-9附近首次发现御夫座凌日系外行星HAT-P-9 b，质量约木星三分之二，轨道距恒星仅0.053天文单位，公转周期3.92天，半径为木星1.4倍故属熱木星。HAT-P-9是离地约480秒差距的F型星，质量是太阳1.28倍，半径1.32倍。

### 深空天体
反銀心即天球对应銀心的点，是銀河平面边缘大致最靠近太阳系的位置，位于五车三以东约3.5度。如果忽视前方的明亮恒星，反银心附近区域在银河系无论面积还是光度都不及螺旋臂其他部分或星系核球，螺旋臂外围的尘埃带经过此处。御夫座疏散星团及其他天体众多，经过星座的银河系螺旋臂大量形成恒星。M36、M37、M38是最亮的三个疏散星团，天气良好时只需双筒望远镜或小型望远镜就能在郊区夜空看到，大中型望远镜可进一步分辨其中恒星。座旗六附近的NGC 2281、柱一附近的NGC 1664也是疏散星团，M38与五车一间中途位置、紧埃火焰之星星云、围绕NGC 1893的IC 410疏散星团还有星云状物质。明亮的变星御夫座AE属逃逸星，目前在火焰之星星云范围。

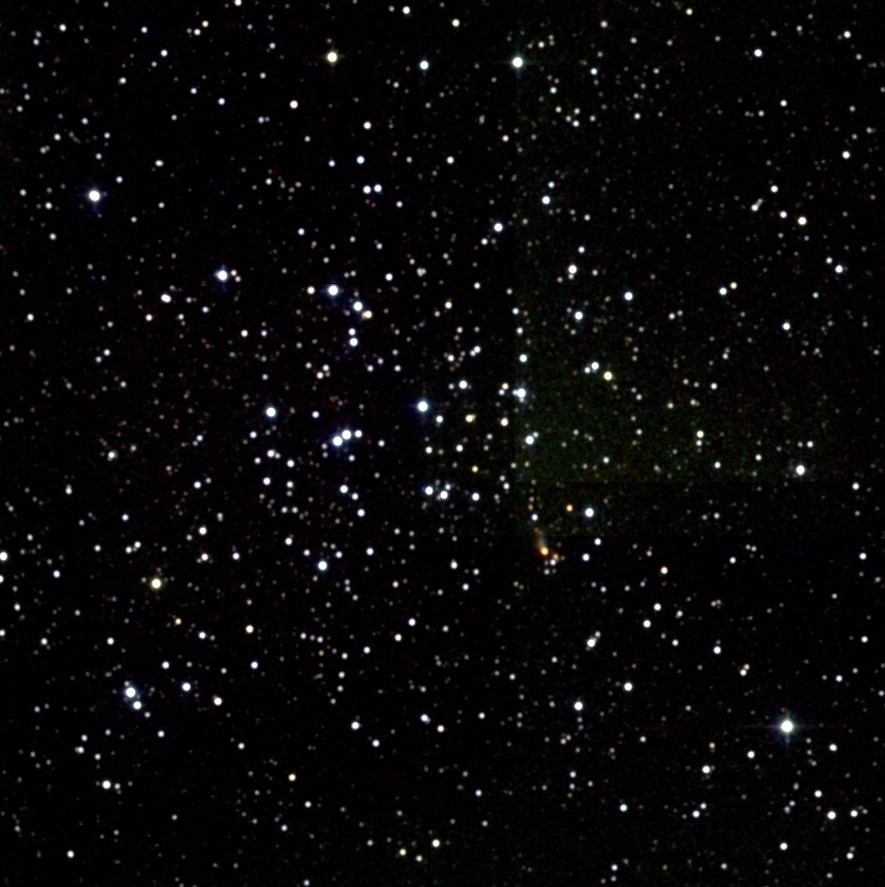
M36照片，清晰显示各明亮星体

M36又名NGC 1960，是约60颗恒星组成的疏散星团，成型时间尚短；多数恒星比较明亮，但大部分业余观测设备只能看到约40颗。星团宽14光年，整体亮度6.0视星等，离地3900光年，外观直径12弧分。与M37和M38相比，M36更小且更集中，但最亮的也只是九等星。1749年纪晓姆·勒让提发现的M36是人类在御夫座首次发现大型疏散星团，星团中心的明亮恒星带宽十弧分，挂靠的双星斯特鲁维737内两星体相隔10.7弧秒。根据特朗普勒分类法，M36属I3r和II3m级，内部以自转极快的B型星为主。除中央外，M36大部分恒星组成众多小星群。

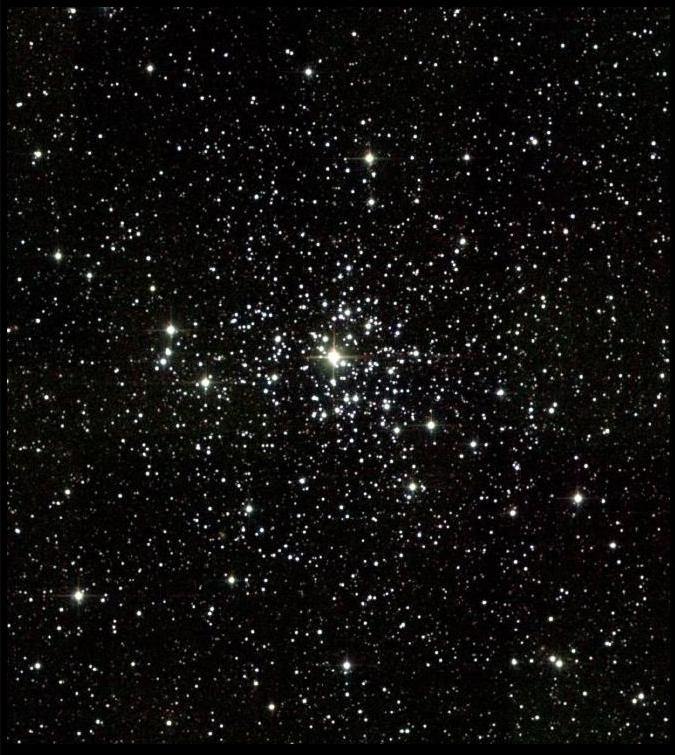
M37（图）明显更大且更明亮

距太阳系4200光年的M37又名NGC 2099， 是御夫座最大的疏散星团，有恒星150颗，并以中央的橙色星体最富盛名。M37直径25光年，5.6视星等亮度在御夫座疏散星团居首，外观直径23弧分。1764年夏尔·梅西耶率先发现M37，后世天文学家对其美丽程度赞叹不已。小罗伯特·伯纳姆称M37仿佛“闪亮明星组成的云”，查尔斯·皮亚齐·斯迈思称星团如同充满闪亮金尘的恒星世界。M37的恒星约有两亿年历史，比M36悠久，除12颗紅巨星外大部分是A型星。根据特朗普勒分类法，M37属I2r和II1r级，可用观测九至十三等星的望远镜分辨；星团中央有两颗九等星，另有东西走向、由十和十一等星组成的星带。

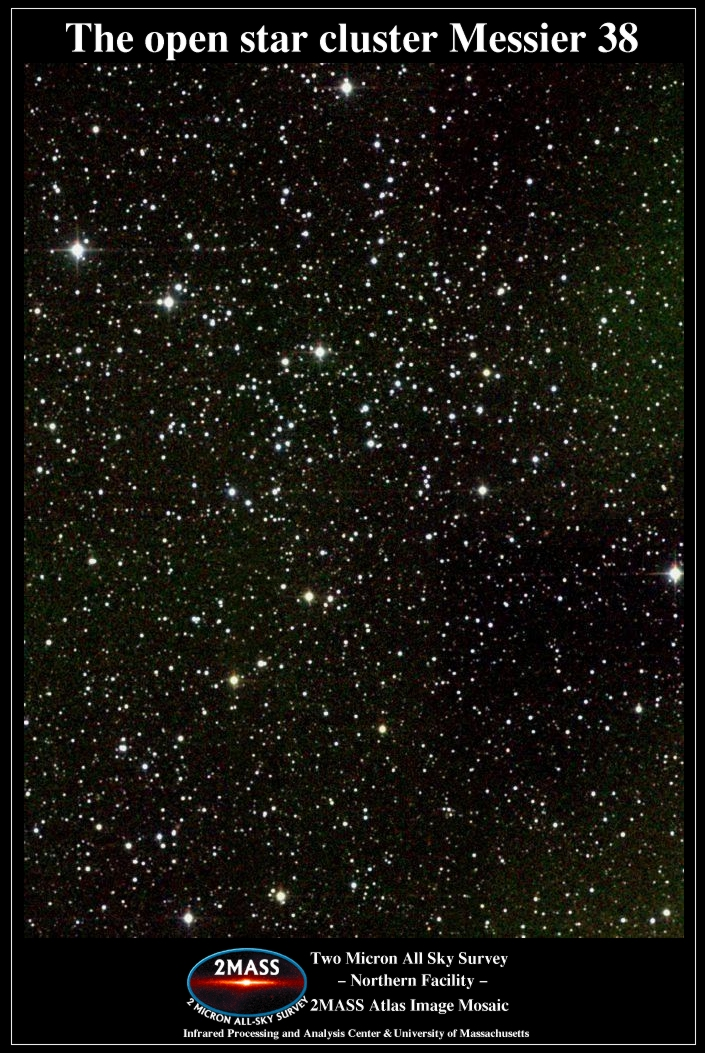
M38在望远镜下清晰可见，长曝光照片表明大量恒星阻挡导致星团显得模糊

距太阳系3900光年的M38不及M36和M37集中，属II2r和III2r极。星团在望远镜下呈十字形或π形，约有恒星百颗，整体亮度6.4视星等。M38与M36都是1749年勒让提发现，外观直径约20弧秒，实际直径约25光年。M38包含的恒星种类比M36和M37丰富，大部分是A型或B型主序星，其中B型星历史最长，另有少量G型巨星。星团内以7.9视星等的黄色G型星最亮，其次是九等和十等星。M38西南偏南半度外的NGC 1907也是疏散星团但尺寸和亮度不及，离地约4200光年，整体亮度8.2视星等，直径六弧分，相当于M38的三分之一。NGC 1907包含的恒星更多，属I1mn级，九至十等星约12颗，九至十二等星至少25颗。
明亮的疏散星团NGC 1893旁有黯淡星云IC 410相伴，星团很薄，12弧分直径一共只有约20颗恒星。IC 410面亮度极底，这一定程度上是因为星云直径很大，达到40弧分。利用业余天文望远镜可看到星云南北两侧偏亮，最亮的南侧在大型设备下可见明暗斑点状格局。7.5视星等的NGC 1893按特朗普勒分类法属II3rn或II2mn级，代表规模和亮度都在中等水平。星团约有30颗九至十二等星。业余观测设备需配备氧III型滤光片才能看到IC 410。NGC 2281是距太阳系1500光年的新月型小疏散星团，约有30颗恒星。星团亮5.4视星等，直径14弧秒，属I3m级。NGC 2281内最亮的是八等星，另有九至十等星12颗，十一至十三等星20颗。

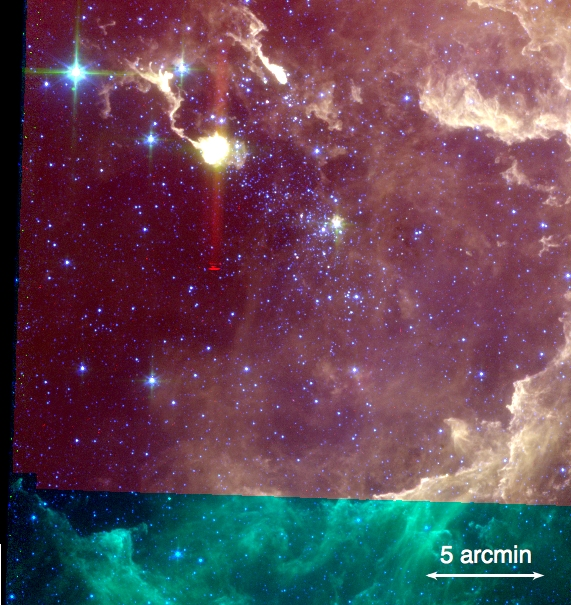
史匹哲太空望遠鏡拍摄的NGC 1893照片。新形成恒星组成星协并由IC 410环绕

NGC 1931是M36西侧相隔略超一度的星云，业余望远镜基本无法观测，综合亮度10.1视星等，规模三乘三弧分，但在业余望远镜下显得更长。星云有时呈绿色，大型望远镜可以明显看出形状类似“花生”，还能看到星云包裹的四颗恒星。NGC 1931还有一部分属I3pn级疏散星团，星云部分既是發射星雲、又是反射星雲。NGC 1931距太阳系约六千光年，从望远镜的接目镜观测极易误认成彗星。
NGC 1664直径18弧分，是比较大的疏散星团，7.6视星等亮度在御夫座疏散星团属中等水平。7.7视星等的NGC 1778也是疏散星团，直径七弧分，含25颗恒星。7.0视星等的NGC 1857直径六弧分，含40颗恒星，远比规模接近的NGC 1778密集。10.2视星等的NGC 2126比其他疏散星团要黯淡得多，六弧分直径范围内同样有40颗恒星，密集度与NGC 1857接近。

### 流星雨

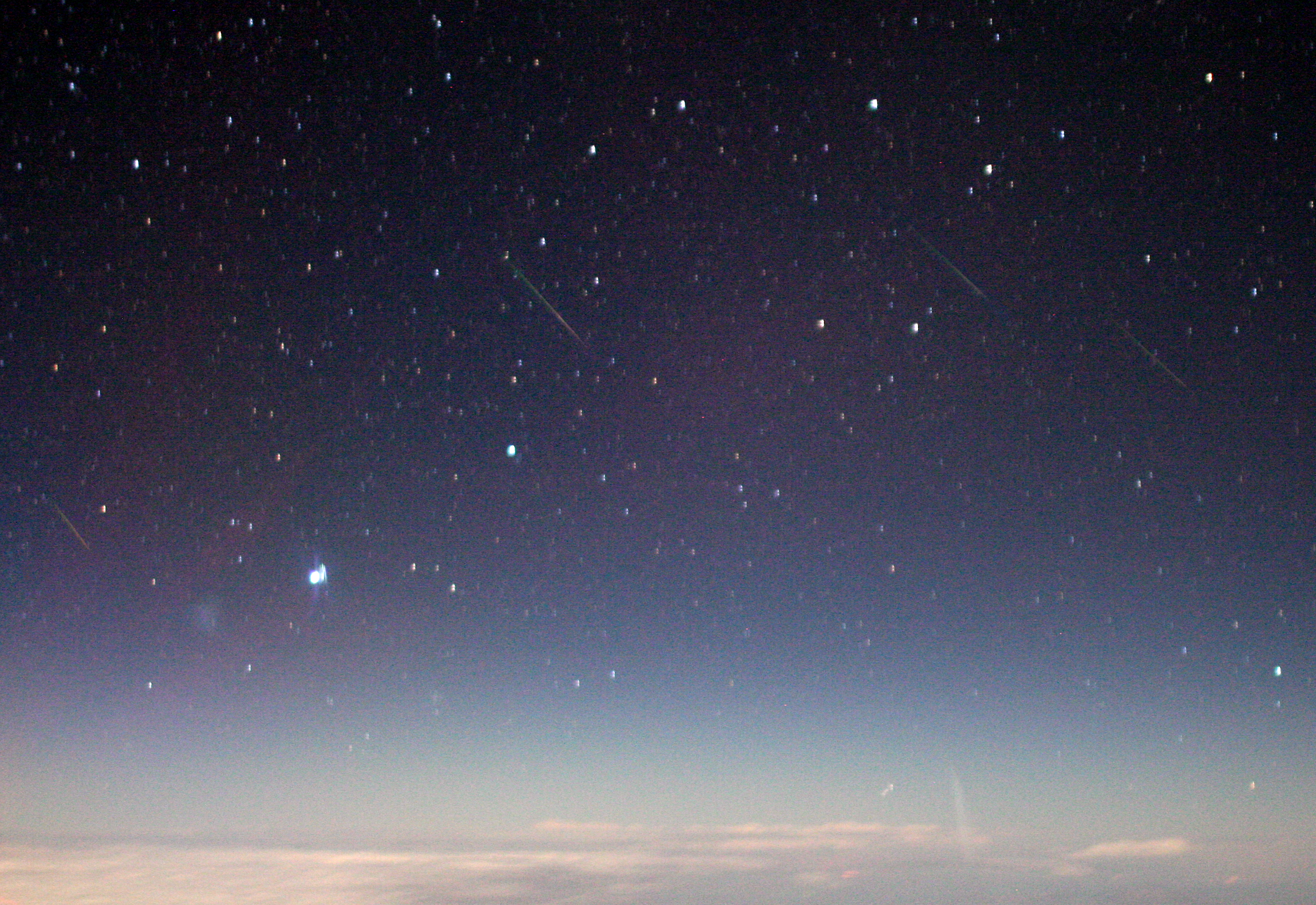
2007年美国国家航空航天局从14300米高空拍摄御夫座流星雨

御夫座流星雨又称“御夫座α流星雨”，以间歇爆发闻名，1935、1986、1994、2007年都曾间歇爆发。1935年9月1日御夫座流星雨爆发，库诺·霍夫迈斯特与亚瑟·泰奇格雷伯经过研究断定流星雨和1911年卡尔·克拉伦斯·基斯发现的基斯慧星关系密切。基斯慧星的下一次回归比预定时间延迟24年之久，许多科学家对上述发现生疑，1986年流星雨再度爆发打消许多人的疑虑。匈牙利业余流星雨观测员伊斯特万·特普利克兹基在御夫座发现大量明亮的流星輻射點，与已确认的1935年爆发非常相似。他观测的辐射点位置与1935年爆发接近，而且非常靠近基斯彗星所在，科学家确认基斯彗星是御夫座流星雨源头。
1994年御夫座流星雨的爆发特别壮观，加利福尼亚州见到大量掠地流星，冲入大气层角度较浅的流星看起来时仿佛从地平线升起。流星移动缓慢且呈蓝色或绿色，拖尾至少长45度，部分流星因进入大气层的角度很浅而持续两秒之久。经芬兰业余无线电天文学家伊尔卡·乔治确认，1994年御夫座流星雨持续爆发两个多小时，但看到部分爆发的观测者很少。同年科学家确认流星雨源自基斯彗星。2007年的爆发正如彼得·詹尼斯肯斯预测，引来世界各地天文学家关注。部分预测认为流星雨不会爆发，但实际情况并非如此，期间出现许多明亮流星，而且正如詹尼斯肯斯预料的那样在9月1日达到顶峰。2007年的爆发与1994年类似，流星雨非常明亮而且经常出现蓝色或绿色流星。天文学家组团乘坐美国国家航空航天局飞机飞上高空观测，根据他们的记载，协调世界时12点15分流星雨的天頂每時出現率最高，达每小时百颗。
御夫座流星雨每年8月28日开始，9月1日清晨达到巅峰，通常是比较平静的II级流星雨，最高天頂每時出現率为每小时两到五颗。流星速度很快，进入大气层时达每秒67公里，辐射点在御夫座中央的三等星五车四以北约两度。流星雨9月4日结束，部分年份的最高天頂每時出現率达到每小时9至30颗。
辐射点在御夫座的其他流星雨远不及御夫座α流星雨壮观和多变。12月11日至次年1月21日的柱二流星雨比较微弱，分南北两部分，在元旦达到顶峰，但最高天頂每時出現率只有一到五颗。1886年威廉·丹宁发现柱二流星雨，亚历山大·斯图尔特·赫歇尔发现该流星雨产生的流星体很罕见。1月31日至2月23日的黯淡流星雨也称“御夫座流星雨”，2月5至10日达到顶峰，最高天顶每时出现率仅两颗。新墨西哥州立大學研究员发现9月22日持续到10月23日的御夫座δ流星雨，10月6至15日达到巅峰但同样比较黯淡。御夫座δ流星雨可能同英仙座ε流星雨关联，但持续时间长而且没有明亮的流星，与后髮座流星雨更相似。御夫座δ流星雨可能源自短周期逆行彗星，但人们暂未发现该慧星。科学家推断11月中旬还存在源自小行星2000 NL10的五车一流星雨，但两者关联争议很大，如果存在，该流星雨也可能属金牛座流星雨。

### 脚注
1. ↑  Russell 1922，第469頁.
2. 1 2 3  IAU, The Constellations, Auriga.
3. ↑  Ridpath, Constellations.
4. ↑  RECONS, The 100 Nearest Star Systems.
5. ↑  Bakich 1995，第54頁.
6. ↑  Bakich 1995，第26頁.
7. ↑  Rogers, Mesopotamian Traditions 1998.
8. ↑  Rogers, Mediterranean Traditions 1998.
9. 1 2 3 4 5 6 7 8 9 10 11 12 13 14  Moore & Tirion 1997，第130–131頁.
10. 1 2 3 4 5 6 7 8 9  Ridpath & Tirion 2009，第67頁.
11. 1 2 3 4 5  Ridpath, Star Tales Auriga.
12. ↑  Krupp 2007.
13. ↑  Staal 1988，第79頁.
14. 1 2  Winterburn 2009，第131頁.
15. ↑  Staal 1988，第109頁.
16. 1 2 3 4 5 6 7 8 9 10 11 12 13 14 15 16 17 18 19 20 21  Ridpath & Tirion 2001，第86–88頁.
17. 1 2  Allen 1899，第83–91頁.
18. 1 2 3 4 5 6 7  Pasachoff 2006.
19. 1 2  Olcott 2004，第65–69頁.
20. ↑  Staal 1988，第29頁.
21. ↑  OED 2012，agitator, n..
22. ↑  Ridpath, Star Tales Telescopium Herschelii.
23. ↑  Bakich 1995，第11頁.
24. ↑  Pasachoff 2006，第128–129頁.
25. ↑  Russell 1922，第469–471頁.
26. ↑  Staal 1988，第70頁.
27. ↑  MacDonald 1998，第225頁.
28. ↑  Aveni 1977，第193頁.
29. ↑  Buckstaff 1927，第280頁.
30. 1 2  Staal 1988，第221–222頁.
31. ↑  Goodenough 1953，第43頁.
32. ↑  Goodenough 1953，第26,43頁.
33. ↑  Makemson 1941，第268頁.
34. ↑  Makemson 1941，第202頁.
35. ↑  Makemson 1941，第252頁.
36. ↑  Makemson 1941，第210頁.
37. ↑  MacDonald 1998，第65頁.
38. ↑  MacDonald 1998，第44–51頁.
39. ↑  MacDonald 1998，第66頁.
40. 1 2  SIMBAD Alpha Aurigae.
41. 1 2 3 4 5 6 7 8 9 10 11 12 13 14 15 16 17 18 19 20 21 22 23 24 25 26 27  Burnham 1978，第261–296頁.
42. 1 2  Davis 1944.
43. ↑  Goodenough 1953，第13–14頁.
44. 1 2 3 4 5 6 7 8 9 10 11 12 13 14 15 16 17 18 19 20 21 22 23 24 25 26  Moore 2000，第338–340頁，Table 14.12.
45. ↑  Torres, Claret & Young 2009，第1365頁.
46. 1 2  SIMBAD Beta Aurigae.
47. ↑  Moore 2000，第279頁.
48. ↑  SIMBAD Beta Tauri.
49. 1 2  SIMBAD Iota Aurigae.
50. 1 2 3 4  Kaler 2009.
51. ↑  Kashyap et al. 1994.
52. 1 2 3 4 5 6  Kaler 2008.
53. ↑  SIMBAD Delta Aurigae.
54. ↑  Moore 2000，第338–340頁.
55. 1 2  SIMBAD Lambda Aurigae.
56. ↑  Hopkins & Stencel 2007.
57. ↑  Hopkins & Stencel 2006.
58. ↑  Lucas, Hopkins & Stencel 2006.
59. ↑  Kaler 2011.
60. 1 2  SIMBAD Nu Aurigae.
61. 1 2  SIMBAD Kappa Aurigae.
62. 1 2  SIMBAD Pi Aurigae.
63. 1 2  SIMBAD Tau Aurigae.
64. 1 2  SIMBAD Upsilon Aurigae.
65. ↑  SIMBAD Chi Aurigae.
66. 1 2  SIMBAD 2 Aurigae.
67. 1 2  SIMBAD Mu Aurigae.
68. 1 2  SIMBAD Sigma Aurigae.
69. 1 2  SIMBAD Omega Aurigae.
70. 1 2  SIMBAD Xi Aurigae.
71. 1 2  SIMBAD 9 Aurigae.
72. ↑  SIMBAD Epsilon Aurigae.
73. 1 2 3  SIMBAD Zeta Aurigae.
74. 1 2  SIMBAD Eta Aurigae.
75. 1 2  SIMBAD Psi1 Aurigae.
76. ↑  SIMBAD RT Aurigae.
77. ↑  SIMBAD RX Aurigae.
78. ↑  SIMBAD RW Aurigae.
79. ↑  SIMBAD AE Aurigae.
80. 1 2  Harrington 1992.
81. ↑  SIMBAD R Aurigae.
82. ↑  SIMBAD UV Aurigae.
83. ↑  SIMBAD U Aurigae.
84. ↑  SIMBAD X Aurigae.
85. ↑  SIMBAD Theta Aurigae.
86. 1 2 3 4 5 6 7 8 9 10 11 12 13 14 15  Thompson & Thompson 2007，第94–101頁.
87. ↑  Fekel & Tomkin 2007，第59–60頁.
88. ↑  SIMBAD HR 1528.
89. ↑  Exoplanet Encyclopedia HD 40979 b.
90. ↑  Exoplanet Encyclopedia HD 45350 b.
91. ↑  Exoplanet Encyclopedia HD 43691 b.
92. ↑  Exoplanet Encyclopedia HD 49674 b.
93. ↑  Exoplanet Encyclopedia HAT-P-9 b.
94. ↑  Crossen & Rhemann 2004，第177頁.
95. 1 2  Higgins 1992.
96. ↑  Levy 2005，第97–99頁.
97. 1 2 3  Jenniskens 2006，第175–178頁.
98. 1 2  Jenniskens 2006，第82頁.
99. 1 2  Levy 2008，第117–118頁.
100. ↑  Jenniskens & Kemp 2007.
101. ↑  Lunsford, Activity.
102. ↑  Lunsford, Showers.
103. ↑  Levy 2008，第103–104頁.
104. ↑  Levy 2008，第106頁.
105. ↑  Levy 2008，第119頁.
106. ↑  Dubietis & Arlt 2002.
107. ↑  Drummond 1982.
108. ↑  Meng 2002.

### 书籍与期刊
- Allen, Richard Hinckley. . Dover. 1899.
- Aveni, Anthony F. . University of Texas Press. 1977.
- Bakich, Michael E. . Cambridge University Press. 1995  [2021-10-17]. ISBN 978-0-521-44921-2.
- Buckstaff, Ralph N. . American Anthropologist. 1927, 29 (2): 279–285. doi:10.1525/aa.1927.29.2.02a00110 .
- Burnham, Robert, Jr.  2nd. Dover Publications. 1978  [2021-10-17]. ISBN 978-0-486-24063-3.
- Crossen, Craig; Rhemann, Gerald. . Springer. 2004  [2021-10-17]. ISBN 978-3-211-00851-5.
- Davis, George A., Jr. . Popular Science. 1944, 52: 8. Bibcode:1944PA.....52....8D.
- Drummond, Jack D. . Icarus. 1982-09, 51 (3): 655–659. Bibcode:1982Icar...51..655D. doi:10.1016/0019-1035(82)90153-1.
- Dubietis, Audrius; Arlt, Rainer. . WGN, Journal of the International Meteor Organization. 2002-10, 30 (5): 168–174. Bibcode:2002JIMO...30..168D.
- Fekel, Francis C.; Tomkin, Jocelyn. . Hartkopf, William I.; Guinan, Edward F.; Harmanec, Petr  (编). . Cambridge University Press. 2007  [2021-10-17]. ISBN 978-0-521-86348-3. （原始内容存档于2022-05-24）.
- Goodenough, Ward H. . University Museum. 1953  [2021-10-17].
- Harrington, Phil. . Eicher, David J.  (编). . Kalmbach Publishing. 1992  [2021-10-17]. ISBN 978-0-913135-05-1.
- Higgins, David. . Eicher, David J.  (编). . Kalmbach Publishing. 1992  [2021-10-17]. ISBN 978-0-913135-05-1.
- Hopkins, Jeffrey L.; Stencel, Robert E. . The Society for Astronomical Sciences 25th Annual Symposium on Telescope Science. 2006-05-23, 25: 13–24. Bibcode:2006SASS...25...13H.
- Hopkins, Jeffrey L.; Stencel, Robert E. . Proceedings of the Society for Astronomical Sciences. 2007-05. Bibcode:2007arXiv0706.0891H. arXiv:0706.0891 .
- Jenniskens, Peter. . Cambridge University Press. 2006. ISBN 978-0-521-85349-1.
- Kashyap, V.; Rosner, R.; Harnden, F.R. Jr.; Maggio, A.; Micela, G.; Sciortino, S. . The Astrophysical Journal. 1994, 431 (1): 402–415. Bibcode:1994ApJ...431..402K. doi:10.1086/174494.
- Krupp, E.C. . Sky & Telescope. 2007-05: 39–40.
- Levy, David H. . Cambridge University Press. 2008. ISBN 978-0-521-69691-3.
- Levy, David H. . Prometheus Books. 2005  [2021-10-17]. ISBN 978-1-59102-361-6.
- Lucas, Gene A.; Hopkins, Jeffrey L.; Stencel, Robert E. . The Society for Astronomical Sciences 25th Annual Symposium on Telescope Science. 2006-05-23, 25: 25–30. Bibcode:2006SASS...25...25L.
- MacDonald, John. . Royal Ontario Museum/Nunavut Research Institute. 1998  [2021-10-17]. ISBN 978-0-88854-427-8.
- Makemson, Maud Worcester. . Yale University Press. 1941. Bibcode:1941msra.book.....M.
- Meng, H. . WGN, Journal of the International Meteor Organization. 2002-10, 30 (5): 175–180. Bibcode:2002JIMO...30..175M.
- Moore, Patrick; Tirion, Wil.  2nd. Cambridge University Press. 1997  [2021-10-17]. ISBN 978-0-521-58582-8.
- Moore, Patrick. . Institute of Physics Publishing. 2000. ISBN 978-0-7503-0620-1.
- Olcott, William Tyler. . Courier Dover Publications. 2004. ISBN 978-0-486-43581-7.
- Pasachoff, Jay M. . Maps and charts by Wil Tirion 4th. Houghton Mifflin. 2006. ISBN 978-0-395-93432-6.
- Ridpath, Ian; Tirion, Wil.  3rd. Princeton University Press. 2001. ISBN 978-0-691-08913-3.
- Ridpath, Ian; Tirion, Wil.  8th. Cambridge University Press. 2009. ISBN 978-0-521-13369-2.
- Rogers, John H. . Journal of the British Astronomical Association. 1998, 108 (1): 9–28. Bibcode:1998JBAA..108....9R.
- Rogers, John H. . Journal of the British Astronomical Association. 1998, 108 (2): 79–89. Bibcode:1998JBAA..108...79R.
- Russell, Henry Norris. . Popular Astronomy. 1922-10, 30: 469. Bibcode:1922PA.....30..469R.
- Staal, Julius D.W. . The McDonald and Woodward Publishing Company. 1988. ISBN 978-0-939923-04-5.
- Thompson, Robert Bruce; Thompson, Barbara Fritchman. . O'Reilly Media. 2007. ISBN 978-0-596-52685-6.
- Torres, Guillermo; Claret, Antonio; Young, Patrick A. . The Astrophysical Journal. 2009-08, 700 (2): 1349–1381. Bibcode:2009ApJ...700.1349T. S2CID 16052567. arXiv:0906.0977 . doi:10.1088/0004-637X/700/2/1349.
- Winterburn, Emily. . Harper Perennial. 2009. ISBN 978-0-06-178969-4.
- Roberts, Issac. . Royal Astronomy Society – NASA Astrophysics Data System (Dr. Roberts). 1893-01, 53 (3): 123–124. Bibcode:1893MNRAS..53..123R. doi:10.1093/mnras/53.3.123 .

### 在线来源
- . The Constellations. International Astronomical Union.   [2021-10-17]. （原始内容存档于2021-10-14）.
- Jenniskens, Peter; Kemp, Christopher C. . Ames Research Center & Seti Institute. 2007-12-11  [2021-10-17]. （原始内容存档于2021-06-28）.
- Kaler, Jim. . STARS/Star of the Week. 2008-02-01  [2021-10-17]. （原始内容存档于2021-06-24）.
- . Oxford English Dictionary. Oxford University Press. 2012  [2019-08-12].
- Kaler, Jim. . STARS/Star of the Week. 2009-10-17  [2021-10-17]. （原始内容存档于2021-06-27）.
- Kaler, Jim. . STARS/Star of the Week. 2011-02-04  [2021-10-17]. （原始内容存档于2021-06-24）.
- Lunsford, Robert. . American Meteor Society. 2011-08-25  [2021-10-17]. （原始内容存档于2021-06-28）.
- Lunsford, Robert. . American Meteor Society. 2012-01-16  [2021-10-17]. （原始内容存档于2021-06-28）.
- . . Paris Observatory. 2012-08-10  [2021-10-17]. （原始内容存档于2021-06-30）.
- . . Paris Observatory. 2010-12-21  [2021-10-17]. （原始内容存档于2021-06-27）.
- . . Paris Observatory. 2007-11-27  [2018-12-15]. （原始内容存档于2018-12-15）.
- . . Paris Observatory. 2010-12-22  [2021-10-17]. （原始内容存档于2021-06-28）.
- . . Paris Observatory. 2013-05-31  [2021-10-17]. （原始内容存档于2021-06-30）.
- . . Paris Observatory. 2021-09-01  [2021-10-17]. （原始内容存档于2021-06-28）.
- . Research Consortium on Nearby Stars. 2012-01-01  [2014-08-11]. （原始内容存档于2014-08-11）.
- Ridpath, Ian. .   [2021-10-17]. （原始内容存档于2021-08-04）.
- Ridpath, Ian. . Star Tales. 1988  [2021-10-17]. （原始内容存档于2021-07-09）.
- Ridpath, Ian. . Star Tales. 1988  [2021-10-17]. （原始内容存档于2021-06-28）.
- . SIMBAD. Centre de données astronomiques de Strasbourg.   [2021-10-17]. （原始内容存档于2021-06-29）.
- . SIMBAD. Centre de données astronomiques de Strasbourg.   [2021-10-17]. （原始内容存档于2021-06-28）.
- . SIMBAD. Centre de donnés astronomiques de Strasbourg.   [2021-10-17]. （原始内容存档于2021-06-28）.
- . SIMBAD. Centre de données astronomiques de Strasbourg.   [2021-10-17]. （原始内容存档于2021-06-24）.
- . SIMBAD. Centre de données astronomiques de Strasbourg.   [2021-10-17]. （原始内容存档于2021-06-28）.
- . SIMBAD. Centre de données astronomiques de Strasbourg.   [2021-10-17]. （原始内容存档于2021-06-28）.
- . SIMBAD. Centre de données astronomiques de Strasbourg.   [2021-10-17]. （原始内容存档于2021-06-24）.
- . SIMBAD. Centre de données astronomiques de Strasbourg.   [2021-10-17]. （原始内容存档于2021-06-24）.
- . SIMBAD. Centre de données astronomiques de Strasbourg.   [2021-10-17]. （原始内容存档于2021-06-24）.
- . SIMBAD. Centre de données astronomiques de Strasbourg.   [2021-10-17]. （原始内容存档于2021-06-24）.
- . SIMBAD. Centre de données astronomiques de Strasbourg.   [2021-10-17]. （原始内容存档于2021-06-29）.
- . SIMBAD. Centre de données astronomiques de Strasbourg.   [2021-10-17]. （原始内容存档于2021-06-29）.
- . SIMBAD. Centre de données astronomiques de Strasbourg.   [2021-10-17]. （原始内容存档于2021-06-27）.
- . SIMBAD. Centre de données astronomiques de Strasbourg.   [2021-10-17]. （原始内容存档于2021-06-28）.
- . SIMBAD. Centre de données astronomiques de Strasbourg.   [2021-10-17]. （原始内容存档于2021-06-29）.
- . SIMBAD. Centre de données astronomiques de Strasbourg.   [2021-10-17]. （原始内容存档于2021-06-27）.
- . SIMBAD. Centre de données astronomiques de Strasbourg.   [2021-10-17]. （原始内容存档于2021-06-28）.
- . SIMBAD. Centre de données astronomiques de Strasbourg.   [2021-10-17]. （原始内容存档于2021-06-24）.
- . SIMBAD. Centre de données astronomiques de Strasbourg.   [2021-10-17]. （原始内容存档于2021-06-24）.
- . SIMBAD. Centre de données astronomiques de Strasbourg.   [2021-10-17]. （原始内容存档于2021-06-30）.
- . SIMBAD. Centre de données astronomiques de Strasbourg.   [2021-10-17]. （原始内容存档于2021-06-27）.
- . SIMBAD. Centre de données astronomiques de Strasbourg.   [2021-10-17]. （原始内容存档于2021-06-28）.
- . SIMBAD. Centre de données astronomiques de Strasbourg.   [2021-10-17]. （原始内容存档于2021-06-30）.
- . SIMBAD. Centre de données astronomiques de Strasbourg.   [2021-10-17]. （原始内容存档于2021-06-27）.
- . SIMBAD. Centre de données astronomiques de Strasbourg.   [2021-10-17]. （原始内容存档于2021-06-24）.
- . SIMBAD. Centre de données astronomiques de Strasbourg.   [2021-10-17]. （原始内容存档于2021-06-24）.
- . SIMBAD. Centre de données astronomiques de Strasbourg.   [2021-10-17]. （原始内容存档于2021-06-28）.
- . SIMBAD. Centre de données astronomiques de Strasbourg.   [2021-10-17]. （原始内容存档于2021-06-28）.
- . SIMBAD. Centre de données astronomiques de Strasbourg.   [2021-10-17]. （原始内容存档于2021-06-28）.
- . SIMBAD. Centre de données astronomiques de Strasbourg.   [2021-10-17]. （原始内容存档于2021-06-28）.
- . SIMBAD. Centre de données astronomiques de Strasbourg.   [2021-10-17]. （原始内容存档于2021-06-28）.
- . SIMBAD. Centre de données astronomiques de Strasbourg.   [2021-10-17]. （原始内容存档于2021-06-24）.

## 扩展阅读
- Professor A. W. Bickerton. . Transactions and Proceedings of the Royal Society of New Zealand (The Philosophical Institute of Canterbury). 1893-09-06, 26  [2021-10-17]. （原始内容存档于2020-07-31）.
- Richard A. Gregory. . Nature. 1893-05-04, 48 (1227): 6–8. Bibcode:1893Natur..48....6G. doi:10.1038/048006b0 .
- . SIMBAD. Centre de données astronomiques de Strasbourg.   [2021-10-19]. （原始内容存档于2021-06-28）.
- A. W. Bickerton.  (PDF). Transactions and Proceedings of the Royal Society of New Zealand (The Philosophical Institute of Canterbury). 1893-11-01, 26  [2020-08-01]. （原始内容 (PDF)存档于2020-08-01）.